# Magnor
Magnor är en tätort (norska: tettsted) i Eidskogs kommun i Innlandet fylke i sydöstra Norge. Orten ligger vid Kongsvingerbanen och Riksväg 2, tre kilometer från riksgränsen mot Sverige. År 2012 var folkmängden 960. Glas- och trävaruindustri är de traditionella industrigrenarna, men det finns också mekanisk industri (produktion av lås och liknande) och produktion av aluminiumprofiler (Norsk Hydro).
På gränsen mellan Norge och Sverige står ett fredsmonument uppfört 1914 på  Svenska freds- och skiljedomsföreningens initiativ och ritat av den svenske arkitekten Lars Johan Lehming. Under gränskrigen på mitten av 1600-talet låg det skansar i trakten, som Magnor skans.
Namnet kommer av magn (’kraft’ eller ’styrka’) och or, som har oviss betydelse; kanske kommer det av vern, och i så fall kan Magnor uttydas ’de starka fästningsverken’ och ha samband med läget nära gränsen.

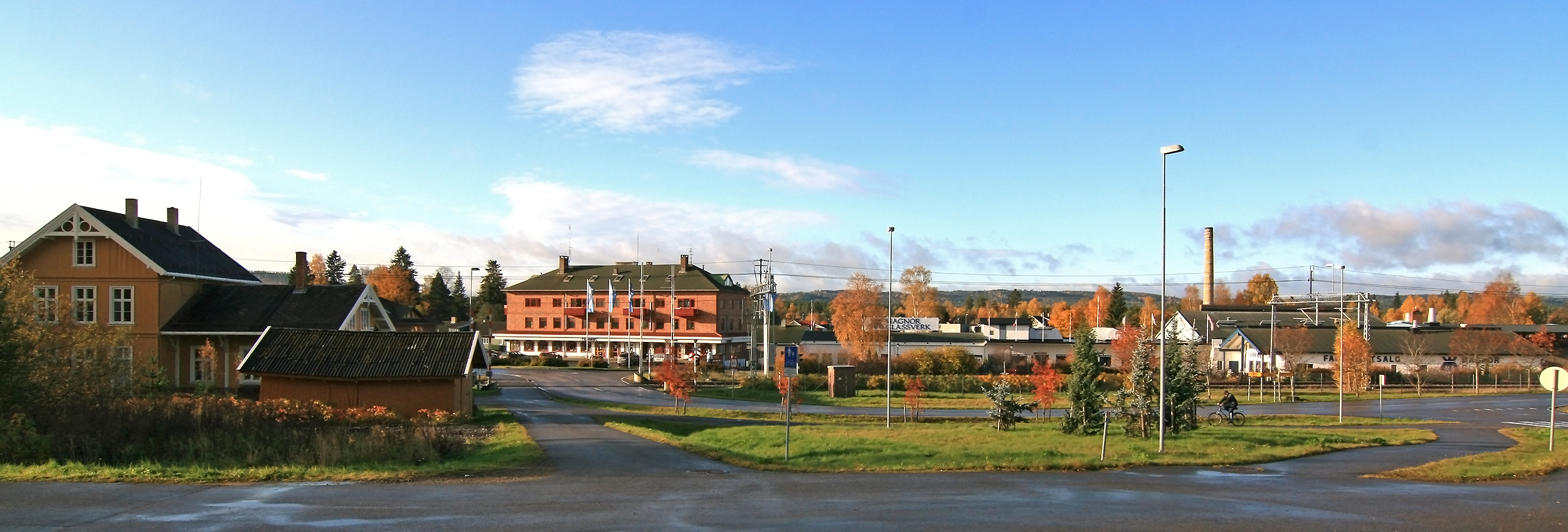
Magnors järnvägsstation till vänster, glasbruket till höger.